# Yvon Brochu (homme politique)
Pour les articles homonymes, voir Brochu.
Ne doit pas être confondu avec Yvon Brochu.
Yvon Brochu (25 avril 1944 - ) est un ancien député de la circonscription de Richmond à l'Assemblée nationale du Québec.

## Biographie

### Jeunesse et formation
Yvon Brochu effectue des études en psychologie à l'Université de Sherbrooke.
Il est psychologue à la Commission scolaire régionale Carignan de Sorel en 1969 et en 1970, en plus de travailler dans le domaine de l'enfance exceptionnelle.

### Carrière politique
Yvon Brochu est élu député du Ralliement créditiste dans Richmond en 1970. Il est candidat du Parti créditiste en 1973, mais n'est pas réélu. Il devient alors président du conseil supérieur de ce parti. De 1974 à 1976, il est secrétaire de Léonel Beaudoin, député fédéral du Crédit social, et président du Parti présidentiel en 1974. Après la fusion de ce parti avec l'Union nationale, il est nommé conseiller spécial auprès du chef de l'Union nationale, Maurice Bellemare, député de Johnson. Il est élu à nouveau député de l'Union nationale dans Richmond en 1976. Il occupe alors les fonctions de leader parlementaire adjoint, puis leader parlementaire de l'Union nationale du 13 novembre 1979 au 1er juillet 1980. Il ne se représente pas en 1981.

### Vie après la politique
Yvon Brochu est traducteur pour deux périodiques de 1981 à 1990. Il est ordonné ministre de l'Église de Dieu en 1984, où il dessert la région des Cantons-de-l'Est de 1984 à 1991, puis les régions de Québec et du Saguenay-Lac-Saint-Jean à compter de 1991.